# Határfalva
Határfalva (szlovénül: Kramarovci, németül: Sinnersdorf, vendül: Kromarovci) falu a Muravidéken, Szlovéniában.  Közigazgatásilag Szarvaslakhoz tartozik.

## Fekvése
Muraszombattól 32 km-re, Felsőlendvától 8 km-re nyugatra a Vendvidéki-dombság a Goričko területén az osztrák határ mellett az Olsinc-patak partján fekszik.

## Története
A települést 1366-ban "Villa seu poss. Kramarfalua" néven említik először. Felsőlendva várának tartozéka volt. A Széchy család birtoka volt, akik Felsőlendva várát a hozzátartozó 73 faluval, köztük Kramarfalvával, a mai Határfalvával mint új telepítvénnyel együtt 1365-ben kapták I. Lajos magyar királytól Éleskő és Miskolc uradalmáért, valamint a Szent Péter és Pál apostolok tiszteletére létesült tapolcai apátság kegyuraságáért cserébe. 1499-ben "Synesdorf" alakban tűnik fel. A Széchyek a dobrai uradalomhoz csatolták, majd 1607-től a dobrai uradalommal együtt a Batthyány család birtoka lett. Az 1627-es egyházi vizitáció szintén "Sinnersdorf" néven említi mint a perestói Szent Ilona plébániához tartozó filiát. 1697-ben a Batthyány család dobrai uradalmának urbáriumában "Sinistorff" néven említik. Az 1698-as egyházi vizitáció jegyzőkönyvében "Sinisdorff" alakban szerepel. Az 1720-es adóösszeírásban 6 adózó családdal szerepel. Az 1751-es dobrai urbárium szerint 15 család élt itt.
Fényes Elek szerint " Sinnershof, német falu, Vas vmegyében, a lendvai uradalomban. 212 kath. lak. Ut. p. Radkersburg."
Vas vármegye monográfiája szerint " Határfalva, stájer határszéli község, 38 házzal és 237 németajkú lakossal. Vallásuk r. kath. Postája Szarvaslak, távírója Szt.-Gotthárd. A község házai szétszórtan, kertek közepett állanak."
1890-ben 237 lakosa volt, közülük 231 német és 6 szlovén. 1910-ben  258, túlnyomórészt német (225 fő) lakosa volt, rajtuk kívül 28 magyar és 5 szlovén élt itt. A trianoni békeszerződésig Vas vármegye Muraszombati járásához tartozott.  1919-ben  a Szerb–Horvát–Szlovén Királysághoz csatolták, mely 1929-ben a Jugoszlávia nevet vette fel. 1921-ben 253 lakosából 248 német és 5 szlovén volt, mind katolikusok. 1941-ben a Német Birodalomhoz (Reichsgau Steiermark) került, majd 1945 után véglegesen Jugoszlávia része lett. Német lakóit a partizánok elüldözték. 1991-ben, Szlovénia függetlenségének kikiáltása óta Szlovénia része. 2002-ben 60 lakója volt.